# The Unnamed Feeling
The Unnamed Feeling – trzeci singiel heavymetalowego zespołu Metallica pochodzący z wydanego w 2003 roku albumu St. Anger. Utwór dotyczy nienazwanego uczucia (niepokoju, jak twierdzi Hetfield), które człowiek doznaje, gdy znajduje się blisko utraty kontroli nad sobą, tuż przed uczuciem paniki.
Singiel wraz z teledyskiem został wydany wyłącznie w Australii. Został także wydany w Wielkiej Brytanii jako część minialbumu. Wyjątkowy film wyreżyserowany przez The Malloys przedstawia członków zespołu zamkniętych w pustym pomieszczeniu, którego ściany stopniowo zbliżają się do nich przez cały utwór. Towarzyszą temu wizualizacje historii kilku ludzi, którzy doznają „nienazwanego uczucia” na swój własny sposób.
Okładka podstawowej wersji singla przedstawia „potwora” pochodzącego z innego singla z albumu St. Anger pt. „Some Kind of Monster.” Jednakże australijska wersja singla „The Unnamed Feeling” zawierała okładkę, która została wybrana przez samą Metallikę poprzez konkurs, w ramach którego australijscy fani mogli przedstawiać propozycje własnego autorstwa. Zwycięska praca autorstwa Louisa Claverii przedstawia samotne czarne serce z grubymi, białymi konturami znajdujące się na czarnym tle. Obraz Claverii został podpisany przez członków zespołu, oprawiony, a następnie wraz z pozostałymi trzema finałowymi pracami dołączony jako plakat do singla. Na stronie B australijskiego singla znalazły się także ekskluzywne utwory nagrane na żywo pochodzące z pierwszego występu Metalliki na festiwalu Big Day Out w Brisbane.

## Lista utworów
Międzynarodowa EP
| 1. | "The Unnamed Feeling"            | 7:10  |
|    |                                  |       |
| 2. | "The Four Horsemen" (Live)       | 5:21  |
|    |                                  |       |
| 3. | "Damage, Inc." (Live)            | 5:00  |
|    |                                  |       |
| 4. | "Leper Messiah" (Live)           | 5:56  |
|    |                                  |       |
| 5. | "Motorbreath" (Live)             | 3:20  |
|    |                                  |       |
| 6. | "Ride the Lightning" (Live)      | 6:41  |
|    |                                  |       |
| 5. | "Hit the Lights" (Live)          | 4:14  |
|    |                                  |       |
| 6. | "The Unnamed Feeling" (Teledysk) |       |
|    |                                  |       |
|    |                                  | 37:42 |
|    |                                  |       |
Międzynarodowy singiel część 1
| 1. | "The Unnamed Feeling"            | 7:10  |
|    |                                  |       |
| 2. | "The Four Horsemen" (Live)       | 5:21  |
|    |                                  |       |
| 3. | "Damage, Inc." (Live)            | 5:00  |
|    |                                  |       |
| 4. | "The Unnamed Feeling" (Teledysk) |       |
|    |                                  |       |
|    |                                  | 17:31 |
|    |                                  |       |
Międzynarodowy singiel część 2
| 1. | "The Unnamed Feeling"       | 7:10  |
|    |                             |       |
| 2. | "Hit the Lights" (Live)     | 4:14  |
|    |                             |       |
| 3. | "Ride the Lightning" (Live) | 6:41  |
|    |                             |       |
| 4. | "Motorbreath" (Live)        | 3:20  |
|    |                             |       |
|    |                             | 21:25 |
|    |                             |       |
Międzynarodowy winyl
| 1. | "The Unnamed Feeling"  | 7:10  |
|    |                        |       |
| 2. | "Leper Messiah" (Live) | 5:56  |
|    |                        |       |
|    |                        | 13:06 |
|    |                        |       |
Międzynarodowy kieszonkowy singiel
| 1. | "The Unnamed Feeling"                                   | 7:10  |
|    |                                                         |       |
| 2. | "Frantic" (UNKLE Reconstruction - Artifical Confidence) | 6:51  |
|    |                                                         |       |
|    |                                                         | 14:01 |
|    |                                                         |       |
Australijski singiel
| 1. | "The Unnamed Feeling"      |  |
|    |                            |  |
| 2. | "Dirty Window" (Live)      |  |
|    |                            |  |
| 3. | "Master of Puppets" (Live) |  |
|    |                            |  |
| 4. | "Battery" (Live)           |  |
|    |                            |  |